# Will Sasso
William "Will" Sasso (24 de maio de 1975) é um ator e comediante de televisão Canadense. Ele interpretou Curly Howard no filme The Three Stooges de 2012 e Doug Martin na Sitcom How I Met Your Mother no episódio The Fight da 4ª Temporada e Tailgate Da 7ª Temporada. Ele também teve atuação destacada no MADtv, onde interpretou, entre outros, Steven Seagal.

## Filmografia

### Filmes
| Ano  | Filmes                                   | Personagem                      |
| ---- | ---------------------------------------- | ------------------------------- |
| 1994 | Ski School 2                             | Tomcat Collins                  |
| 1994 | Ernest Goes to School                    | Russell                         |
| 1995 | Magic in the Water                       | Shy Young Orderly               |
| 1995 | Annie O                                  | Heckler #2                      |
| 1995 | Malicious                                | Fat Guy Answering Phone         |
| 1996 | Happy Gilmore                            | Mover                           |
| 1996 | Homeward Bound II: Lost in San Francisco | Pizza Boy                       |
| 1996 | Heck's Way Home                          | Mover #1                        |
| 1996 | Doctor Who                               | Pete                            |
| 1996 | Susie Q                                  | Officer Bob                     |
| 1997 | Beverly Hills Ninja                      | Chet Walters                    |
| 1997 | Dad's Week Off                           | Pete                            |
| 1997 | The 6th Man                              | Guy in Bar                      |
| 1998 | Brown's Requiem                          | "Fat Dog" Baker                 |
| 1999 | Drop Dead Gorgeous                       | Hank Vilmes                     |
| 2000 | Best in Show                             | Dale                            |
| 2002 | Dawg                                     | Willie Smits                    |
| 2005 | Stewie Griffin: The Untold Story         | Randy Newman/James Lipton (voz) |
| 2006 | Southland Tales                          | Fortunio Balducci               |
| 2008 | Lower Learning                           | Jesse Buchwald                  |
| 2008 | Just the Worst                           | Dave                            |
| 2008 | College Road Trip                        | Deputy O'Malley                 |
| 2008 | Spaced                                   | Bill                            |
| 2009 | Year of the Carnivore                    | Dirk                            |
| 2010 | Life As We Know It                       | Miss Pennsylvania's Husband     |
| 2010 | For Christ's Sake                        | Alan                            |
| 2011 | The Legend of Awesomest Maximus          | Awesomest Maximus               |
| 2011 | Division III: Football's Finest          | Terry Lockwood                  |
| 2012 | The Three Stooges                        | Curly Howard                    |
| 2012 | Moving Day                               | Clyde                           |
| 2012 | Finding Mrs. Claus                       | Kris Claus                      |
| 2013 | Movie 43                                 | Jerry (The Pitch)               |
| 2013 | The Right Kind of Wrong                  | Neil                            |
| 2014 | Hit By Lightning                         | Seth Gallagher                  |
| 2014 | Beautiful Girl                           | Armand                          |
| 2014 | Corner Gas: The Movie                    | Legal Aid Lawyer                |
| 2014 | The Expendables 7                        | Arnold Schwarzenegger (voz)     |
| 2015 | Russell Madness                          | Hunk (voz)                      |
| 2016 | Army of One                              | Roy                             |
| 2016 | A Miracle on Christmas Lake              | Mall Santa                      |
| 2017 | Follow Me                                | Darren Marsh                    |
| 2017 | Budding Prospects                        | Gesh                            |
| 2017 | The Female Brain                         | Dennis                          |
| 2017 | Killing Hasselhoff                       | Wasserstein                     |
| 2018 | Super Troopers 2                         | Mountie Roger Archambault       |
| 2018 | American Woman                           | Terry                           |
| 2018 | The Grizzlies                            | Mike                            |
| 2018 | Henchmen                                 | Gluttonator/Union Boss (voz)    |
| 2019 | Inside Game                              | Baba Battista                   |
| 2019 | Klaus                                    | Mr. Ellingboe (voz)             |
| 2020 | Irresistible                             | Big Mike                        |
| 2020 | Film Fest                                | Montgomery Nash                 |
| 2021 | Night of the Animated Dead               | Sheriff McClelland (voz)        |
| 2021 | Boss Level                               | Brett                           |
| 2022 | Dangerous Game: The Legacy Murders       | Alec Betts                      |
| 2023 | The Throwback                            | Matt                            |

### Televisão
| Ano       | Programa                          | Personagem                             | Notas                                                           |
| --------- | --------------------------------- | -------------------------------------- | --------------------------------------------------------------- |
| 1991      | Neon Rider                        |                                        | Episódio: "Bread and Water" & "Providence"                      |
| 1994      | The Odyssey                       | Drewg                                  | Episódio: "Run for Your Life"                                   |
| 1994–1997 | Madison                           | Derek Wakaluk                          | Elenco principal                                                |
| 1995–1996 | Sliders                           | Gomez Calhoun                          | Elenco recorrente: temporada 1-2                                |
| 1997–2016 | MADtv                             | Various Characters                     | Elenco principal: temporada 3–7; Guest: temporada 9–10, 14-15   |
| 1999      | WCW Nitro                         | Ele mesmo                              | Episódio: February 15, 1999                                     |
| 1999–2017 | Family Guy                        | Various Voices                         | 7 Episódios                                                     |
| 2000      | The X-Files                       | Leslie Stokes                          | Episódio: "Je Souhaite"                                         |
| 2002      | WWF SmackDown                     | Fake Stone Cold Steve Austin           | Episódio: February 7, 2002                                      |
| 2003-2006 | Less than Perfect                 | Carl Monari                            | Elenco recorrente: temporada 1; Elenco principal: Seasons 2–4   |
| 2005      | Lilo & Stitch: The Series         | Heckler (voz)                          | Episódio: "Heckler: Experiment 322"                             |
| 2005-2008 | Robson Arms                       | Bark                                   | Episódio: "ICQ" & "Geeks in Love"                               |
| 2006-2007 | 'Til Death                        | Russ                                   | Episódio: "The Garage Band" & "The Anniversary Party"           |
| 2007      | Entourage                         | Jay Lester                             | Episódio: "Dog Day Afternoon"                                   |
| 2007      | CSI: Crime Scene Investigation    | Mason Lafoon                           | Episódio: "The Chick Chop Flick Shop"                           |
| 2007      | October Road                      | Brett 'Big Boy' Rowan                  | Episódio: "Let's Get Owen"                                      |
| 2008-2012 | How I Met Your Mother             | Doug Martin                            | Episódio: "The Fight" & "Tailgate"                              |
| 2009      | Glenn Martin, DDS                 | Hekakiah (voz)                         | Episódio: "Amish Anguish"                                       |
| 2009      | Two and a Half Men                | Andrew                                 | Episódio: "818-jklpuzo"                                         |
| 2009      | Brothers                          | Anthony                                | Episódio: "Commercial/Coach DMV" & "Week in the Chair"          |
| 2009-2010 | The Cleveland Show                | Donald Trump / Robert De Niro (voz)    | 3 Episódios                                                     |
| 2010      | Neighbors from Hell               | Balthazor Hellman                      | Elenco principal                                                |
| 2010      | Childrens Hospital                | Tucker                                 | Episódio: "Frankfurters. Allman Brothers. Death. Frankfurters." |
| 2010-2011 | $#*! My Dad Says                  | Vince                                  | Elenco principal                                                |
| 2011      | Mongo Wrestling Alliance          | Booter Lee Bogg / Damien Mercury (voz) | Elenco principal                                                |
| 2011      | Dream Crushers                    | Will                                   | Episódio: "Olympics" & "Poetry"                                 |
| 2012      | WWE Raw                           | Curly                                  | Episódio: "Brock And Cena"                                      |
| 2012      | Sullivan & Son                    | Robert Sherman                         | Episódio: "Hank Speech"                                         |
| 2012      | Up All Night                      | Paul                                   | Episódio: "Thanksgiving"                                        |
| 2013      | Family Tree                       | Accident Guy                           | Episódio: "Civil War"                                           |
| 2013      | Murder Police                     | Tommy Margaretti (voz)                 | Elenco principal                                                |
| 2013      | Drunk History                     | Frank Nitti                            | Episódio: "Chicago"                                             |
| 2013      | The League                        | Officer Bungalon                       | Episódio: "Rafi and Dirty Randy"                                |
| 2013      | Super Fun Night                   | Parker                                 | Episódio: "The Love Lioness"                                    |
| 2013–2023 | King Star King                    | Various Voices                         | 2 Episódios                                                     |
| 2014      | Justified                         | Al Sura                                | Elenco recorrente: temporada 5                                  |
| 2014      | Spun Out                          | Harper Thomas                          | Episódio: "Unauthorized"                                        |
| 2014      | About a Boy                       | Lou                                    | Episódio: "About a Plumber"                                     |
| 2014      | Yu-Gi-Oh! Arc-V                   | The Sledgehammer (voz)                 | Episódio: "Swing Into Action: Part 1 & 2"                       |
| 2014      | Anger Management                  | Jimmy                                  | Episódio: "Charlie Gets Trashed"                                |
| 2014      | The Britishes                     | Mr. Fetcher                            | Elenco principal                                                |
| 2014–2015 | Hot in Cleveland                  | Franky                                 | 3 Episódios                                                     |
| 2014–2017 | Modern Family                     | Señor Kaplan                           | 3 Episódios                                                     |
| 2015      | Assassin Banana                   | Baked Potato / Yellow Pepper (voz)     | Episódio: "Episódio #1.1" & "Episódio #1.3"                     |
| 2015      | Young Drunk Punk                  | Yogi Raymond                           | Episódio: "Yoga Show"                                           |
| 2015      | The Comedians                     | Ele mesmo                              | Episódio: "Come to the House"                                   |
| 2015      | Honest Trailers                   | Randy Newman                           | Episódio: "Toy Story"                                           |
| 2015      | Fool Canada                       | Various                                | Elenco principal                                                |
| 2015      | Key & Peele                       | Pirate                                 | Episódio: "Y'all Ready for This?"                               |
| 2015      | Robot Chicken                     | Phil Coulson (voz)                     | Episódio: "Zeb and Kevin Erotic Hot Tub Canvas"                 |
| 2015–2018 | Another Period                    | Officer O'Connor                       | Elenco recorrente                                               |
| 2016      | Shameless                         | Yanis                                  | Elenco recorrente: temporada 6                                  |
| 2016      | Hashtaggers                       | Ele mesmo                              | Episódio: "#GoodLightingPackage with Will Sasso"                |
| 2016      | Love                              | Ben                                    | Episódio: "The Date"                                            |
| 2016      | Childrens Hospital                | Office Bailnt                          | Episódio: "Childrens Horsepital"                                |
| 2016      | Motive                            | Hank Novak                             | Episódio: "The Score"                                           |
| 2016      | Those Who Can't                   | Coach Irontoe                          | Episódio: "Plains High School Drifter"                          |
| 2017      | American Housewife                | Billy                                  | Episódio: "The Polo Match"                                      |
| 2017      | Raising Expectations              | Liam                                   | Episódio: "What's Growing in Emmett's Room"                     |
| 2017      | Curb Your Enthusiasm              | AC Repairman                           | Episódio: "Namaste"                                             |
| 2017      | Great News                        | Petey Pierce                           | Episódio: "A Christmas Carol Wendelson"                         |
| 2017–2018 | Kevin (Probably) Saves the World  | Dave                                   | Elenco recorrente                                               |
| 2017–2020 | Loudermilk                        | Ben                                    | Elenco principal                                                |
| 2018      | Law & Order: Special Victims Unit | Chris Sadler                           | Episódio: "Send in the Clowns"                                  |
| 2018      | Hawaii Five-0                     | Dr. Shaw                               | Episódio: "Ka Hana a Ka Makua, O Ka Hana No Ia a Keiki"         |
| 2018–2019 | Grey's Anatomy                    | Jed                                    | Episódio: "Blowin' in the Wind" & "Shelter From the Storm"      |
| 2018–2019 | The Orville                       | Mooska                                 | Episódio: "Ja'loja" & "Tomorrow, and Tomorrow, and Tomorrow"    |
| 2019      | Tacoma FD                         | Gene Ghoulib                           | Episódio: "Full Moon Fever"                                     |
| 2019–2020 | Harley Quinn                      | Maxie Zeus / Jennifer's Husband (voz)  | Episódio: "So, You Need A Crew?" & "Bachelorette"               |
| 2019–2021 | Mom                               | Police Officer Andy Pepper             | Elenco recorrente: temporada 6-8                                |
| 2020      | Russell Maniac                    | Hunk (voz)                             | 7 Episódios                                                     |
| 2020      | United We Fall                    | Bill Ryan                              | Elenco principal                                                |
| 2020–2021 | F Is for Family                   | Mayor Anthony Tangenti (voz)           | Guest: temporada 4, Elenco recorrente: temporada 5              |
| 2022      | FBI                               | Vince Logan                            | Episódio: "Fortunate Son"                                       |
| 2022      | Acapulco                          | Joe                                    | Elenco recorrente: temporada 2                                  |
| 2022–2024 | Young Sheldon                     | Jim McCallister                        | Elenco recorrente: temporada 6                                  |
| 2024-     | Georgie & Mandy’s First Marriage  | Jim McCallister                        | Elenco principal                                                |

### Music video
| Ano  | Banda         | Som             | Personagem       |
| ---- | ------------- | --------------- | ---------------- |
| 2002 | Sum 41        | "Still Waiting" | Record Executive |
| 2014 | Steel Panther | "Pussywhipped"  | Cameo            |

### Web series
| Ano  | Título                 | Personagem   | Episódio                |
| ---- | ---------------------- | ------------ | ----------------------- |
| 2010 | Million Dollar Extreme | Spokesperson | Episódio: "Techno Toys" |